# Dalea rubrolutea
Dalea rubrolutea är en ärtväxtart som beskrevs av Rupert Charles Barneby. Dalea rubrolutea ingår i släktet Dalea, och familjen ärtväxter. Inga underarter finns listade i Catalogue of Life.